# 20 февруари
20 февруари е 51-вият ден в годината според григорианския календар. Остават 314 дни до края на годината (315 през високосна година).

## Събития
- 395 г. – Открит е първият в историята на християнството женски манастир във Витлеем.
- 1364 г. – Кралица Маргарет Дръмонд и Дейвид II сключват брак.
- 1530 г. – Зигмунт II Август е коронован за крал на Полша.
- 1547 г. – 9-годишният Едуард VI е коронован за Крал на Англия и Крал на Ирландия.
- 1631 г. – Мария-Анна Испанска и Фердинанд III сключват брак.
- 1666 г. – Основан е град Монреал в Канада.
- 1816 г. – В Рим се състои премиерата на операта Севилският бръснар на Джоакино Росини.
- 1835 г. – Земетресение в Чили отнема живота на 5 хил. души.
- 1872 г. – Открит е най-големият музей за изобразително изкуство в западното полукълбо „Метрополитън“ в Ню Йорк.
- 1876 г. – Начало на понтификата на папа Лъв XIII.
- 1877 г. – На сцената на Болшой театър в Москва се състои премиерата на балета Лебедово езеро от Пьотр Чайковски.

- 1878 г. – Руско-турска война (1877-1878): Части на Руски Източния отряд на генерал Едуард Тотлебен освобождават Русе.
- 1881 г. – Избрани са членовете на първия след Освобождението Свети синод.
- 1888 г. – Конго е обявен за протекторат на Франция.
- 1893 г. – Създаден е окръг Линкълн в щата Орегон, САЩ.
- 1897 г. – Открита е жп линията София – Роман с дължина 109 km.
- 1901 г. – Руският писател Лев Толстой е отлъчен от Руската православна църква за романа си Възкресение.
- 1905 г. – Руско-японска война: Започва Битката при Мукден.
- 1909 г. – Италианският поет модернист Филипо Томазо Маринети публикува Манифест на футуризма, с който се поставя начало на футуризма.
- 1912 г. – Излиза първият брой на българския седмичен вестник „Югозападна защита“.
- 1927 г. – На Конференцията на безпартийните работнически групи е учредена легална форма на Българска комунистическа партия – Работническа партия.
- 1928 г. – Англия признава независимостта на Трансйордания.
- 1937 г. – Парагвай напуска Обществото на народите.
- 1937 г. – Американецът Уолдо Уотърман създава първия автомобил, който може да лети (аеробил), но поради слаб интерес са произведени само пет.
- 1940 г. – Втора световна война: Приключва неуспешната Операция Нордмарк, проведена от немските военноморски сили.
- 1941 г. – Холокоста: Нацистката власт в Полша забранява на евреите да ползват обществения транспорт.
- 1945 г. – В Царство България е основано държавното издателство Народна просвета.
- 1947 г. – Назначен е последният вицекрал на Индия – лорд Луис Маунтбатън.
- 1952 г. – На сесия на НАТО е решено да бъдат привлечени за членове Тунис и Мароко.
- 1953 г. – Конгресът на САЩ приема резолюция за поробените народи, с която не признава анексирането на Прибалтийските републики от СССР.
- 1961 г. – Създадена е Контролно-техническа инспекция към Министерството на земеделието на Народна република България.
- 1962 г. – Програма Мъркюри: Джон Глен става първият американец, излезнал в орбита около Земята.
- 1964 г. – Учредена е Българска външнотърговска банка.
- 1986 г. – В околоземна орбита е изведен централният модул на съветската космическа станция Мир.
- 1987 г. – Турският терорист Мехмед Али Агджа е осъден от италианския съд на доживотен затвор за атентата срещу Йоан Павел II.
- 1991 г. – В Тирана тълпа разярени протестиращи събарят гигантска статуя на дългогодишния албански диктатор Енвер Ходжа.
- 1998 г. – 15-годишната американка Тара Липински става най-младата шампионка по фигурно пързаляне на Зимни олимпийски игри в Нагано, Япония.
- 2005 г. – Испания става първата страна, която провежда референдум за ратификацията на бъдещата Европейска конституция, като я одобрява със значително мнозинство, но при ниска активност.
- 2009 г. – С постановление на Министерския съвет е закрит Медицинският колеж в Благоевград.
- 2013 г. – Пламен Горанов се самозапалва пред сградата на Община Варна.
- 2013 г. – Управляващото правителство на Бойко Борисов подава оставка.

## Родени
- 1753 г. – Луи Бертие, френски маршал († 1815 г.)
- 1759 г. – Йохан Райл, немски лекар († 1813 г.)
- 1784 г. – Джон Уул, американски генерал († 1869 г.)
- 1808 г. – Оноре Домие, френски художник († 1879 г.)
- 1829 г. – Одо Ръсел, британски дипломат († 1884 г.)
- 1844 г. – Джошуа Слоукъм, канадски пътешественик († 1909 г.)
- 1844 г. – Лудвиг Болцман, австрийски физик († 1906 г.)
- 1846 г. – Титю Титков († 1920 г.), български търговец и политик, кмет на Ески Джумая / Търговище (1887)[1]
- 1849 г. – Иван Евстратиев Гешов, министър-председател на България († 1924 г.)
- 1859 г. – Георги Марчин, български военен деец († 1930 г.)
- 1863 г. – Иван Петров, български военен деец († 1923 г.)
- 1866 г. – Едуин Старбък, американски психолог († 1947 г.)
- 1873 г. – Страшимир Дочков, български революционер († 1936 г.)
- 1880 г. – Трифон Кунев, български писател († 1954 г.)
- 1884 г. – Константин Константинеску, румънски генерал († 1961 г.)
- 1886 г. – Бела Кун, унгарски политик († 1938 г.)
- 1894 г. – Борис Йоцов, български учен († 1945 г.)
- 1894 г. – Ярослав Ивашкевич, полски писател († 1980 г.)
- 1900 г. – Роберт Ваелдер, австрийски психоаналитик († 1967 г.)
- 1901 г. – Луис Кан, американски архитект († 1974 г.)
- 1903 г. – Аниела Яфе, германски психолог († 1991 г.)
- 1905 г. – Георги Гизов, български лекар († 1983 г.)
- 1908 г. – Стоян Стоименов, български книгоиздател († 1993 г.)
- 1913 г. – Паскал Стружев, български художник († 1987 г.)
- 1914 г. – Арнолд Денкер, американски шахматист († 2005 г.)
- 1923 г. – Георги Панков, български политик († 2011 г.)
- 1923 г. – Невена Стефанова, българска поетеса († 2012 г.)
- 1925 г. – Гирия Прасад Койрала, непалски политик († 2010 г.)
- 1925 г. – Робърт Олтмън, американски кинорежисьор († 2006 г.)
- 1927 г. – Ибрахим Ферер, кубински певец († 2005 г.)
- 1927 г. – Сидни Поатие, американски актьор († 2022 г.)
- 1931 г. – Георги Стойков Делийски, български писател
- 1932 г. – Николай Колев – Мичмана, български спортен коментатор († 2004 г.)
- 1937 г. – Роберт Хубер, германски химик, Нобелов лауреат през 1988 г.
- 1939 г. – Димитър Парапанов, български общественик
- 1940 г. – Джими Грийвс, английски футболист († 2021 г.)
- 1940 г. – Танас Луловски, македонски художник († 2006 г.)
- 1943 г. – Александър Александров, руски космонавт
- 1944 г. – Вилем ван Ханегем, холандски футболист
- 1944 г. – Ружа Маринска, български изкуствовед († 2022 г.)
- 1945 г. – Юрг Аклин, швейцарски писател
- 1945 г. – Джордж Смут, американски астрофизик, Нобелов лауреат през 2006 г.
- 1947 г. – Питър Щраус, американски актьор
- 1949 г. – Ивана Тръмп, американска обществена личност († 2022 г.)
- 1951 г. – Гордън Браун, министър-председател на Великобритания
- 1953 г. – Рикардо Шаи, италиански диригент
- 1954 г. – Антъни Хед, британски актьор
- 1954 г. – Василий Циблиев, руски космонавт
- 1960 г. – Виктория Колева, българска актриса
- 1960 г. – Кий Марсело, шведски рок китарист
- 1961 г. – Ивайло Савов, български скулптор
- 1962 г. – Ферарио Спасов, български футболист и треньор († 2023 г.)
- 1963 г. – Чарлз Баркли, американски баскетболист
- 1966 г. – Синди Кроуфърд, американски модел
- 1967 г. – Кърт Кобейн, американски музикант (Нирвана) († 1994 г.)
- 1967 г. – Лили Тейлър, американска актриса
- 1967 г. – Павел Монцивода, бас китарист (Скорпиънс)
- 1969 г. – Данис Танович, босненски режисьор
- 1969 г. – Синиша Михайлович, сръбски футболист и треньор († 2022 г.)
- 1970 г. – Юлия Франк, немска писателка
- 1971 г. – Виктор Чучков, български актьор
- 1971 г. – Яри Литманен, финландски футболист
- 1974 г. – Карим Багери, ирански футболист
- 1975 г. – Жени Калканджиева, българска манекенка
- 1976 г. – Здравко Лазаров, български футболист
- 1977 г. – Хатидже Георгиева, български политик и икономист
- 1978 г. – Ангел Пумпалов, български скиор
- 1980 г. – Артур Боруц, полски футболист
- 1981 г. – Елизабет Гьоргъл, австрийска скиорка
- 1981 г. – Тони Хибърт, английски футболист
- 1982 г. – Боян Търкуля, сръбски футболист
- 1985 г. – Юлия Волкова, руска музикантка (Тату)
- 1988 г. – Риана, барбадоска музикантка
- 1990 г. – Чиро Имобиле, италиански футболист

## Починали
- 922 г. – Теодора, византийска императрица (* ? г.)
- 1429 г. – Джовани ди Бичи, флорентински аристократ (* 1360 г.)
- 1431 г. – Мартин V, римски папа (* 1368 г.)
- 1626 г. – Джон Дауленд, британски композитор (* 1563 г.)
- 1762 г. – Тобиас Майер, германски астроном (* 1723 г.)
- 1778 г. – Лаура Баси, италиански учен и физик (* 1711 г.)
- 1790 г. – Йозеф II, император на Свещената Римска империя (* 1741 г.)
- 1797 г. – Доминик Мерлини, полски архитект (* 1730 г.)
- 1810 г. – Андреас Хофер, тиролски национален герой (* 1767 г.)
- 1895 г. – Фредерик Дъглас, американски писател (* 1818 г.)
- 1907 г. – Анри Моасан, френски химик, Нобелов лауреат през 1906 г. (* 1852 г.)
- 1908 г. – Петър Малков, български революционер (* ? г.)
- 1910 г. – Бутрос Гали, министър-председател на Египет (* 1846 г.)
- 1916 г. – Клас Понтус Арнолдсон, шведски писател, Нобелов лауреат през 1908 г. (* 1844 г.)
- 1920 г. – Робърт Пири, американски изследовател (* 1856 г.)
- 1929 г. – Симеон Сиин, български революционер (* 1863 г.)
- 1937 г. – Димитър Тончев, български политик (* 1859 г.)
- 1939 г. – Анри Коде, френски психиатър (* 1889 г.)
- 1942 г. – Ани Виванти, италианска писателка и поетеса (* 1866 г.)
- 1943 г. – Раде Йовчевски, югославски партизанин (* 1919 г.)
- 1944 г. – Йосиф Кондов, български революционер (* 1868 г.)
- 1945 г. – Любомир Золотович, български актьор (* 1890 г.)
- 1949 г. – Кейт Фрийдлендър, австрийски психоаналитик (* 1902 г.)
- 1955 г. – Осуалд Ейвъри, американски лекар (* 1877 г.)
- 1960 г. – Леонард Уули, английски археолог (* 1880 г.)
- 1962 г. – Георги Попхристов, български революционер (* 1876 г.)
- 1966 г. – Честър Нимиц, американски адмирал (* 1885 г.)
- 1969 г. – Ката Леви, унгарски психоаналитик (* 1883 г.)
- 1970 г. – Найден Шейтанов, български философ (* 1890 г.)
- 1972 г. – Мария Гьоперт-Майер, германска физичка, Нобелова лауреатка през 1963 (* 1906 г.)
- 1974 г. – Дора Хартман, австрийски психоаналитик (* 1902 г.)
- 1974 г. – Саломеа Изаковер, австрийски психоаналитик (* 1888 г.)
- 1976 г. – Рене Касен, френски юрист, Нобелов лауреат през 1968 г. (* 1887 г.)
- 1982 г. – Уолтър Бриел, американски психиатър (* 1893 г.)
- 1984 г. – Джузепе Коломбо, италиански учен (* 1920 г.)
- 1985 г. – Николай Урванцев, руски изследовател (* 1893 г.)
- 1993 г. – Феручо Ламборгини, италиански производител на автомобили (* 1916 г.)
- 1996 г. – Соломон Аш, американски психоаналитик (* 1907 г.)
- 1999 г. – Джудит Кестенберг, австрийски психоаналитик (* 1910 г.)
- 1999 г. – Сара Кейн, британска писателка (* 1971 г.)
- 2005 г. – Джими Йънг, американски боксьор (* 1948 г.)
- 2008 г. – Живко Сталев, български юрист (* 1912 г.)
- 2008 г. – Янина Мишчукайте, литовска певица (* 1948 г.)

## Празници
- Световен ден на социална справедливост – Отбелязва се от 2009 г. с резолюция 62/10 на Общото събрание на ООН от 26 ноември 2007 г.